# دافيد فيغا
دافيد فيغا (بالإسبانية: David Vega)‏ (17 نوفمبر 1980 بقرطبة في الأرجنتين - ) هو لاعب كرة قدم أرجنتيني في مركز الوسط. لعب مع أوليمبو وديفنسا خوستيكا وتاليريس كوردوبا وGeneral Paz Juniors ‏ وAlumni de Villa María ‏.